# Onyx (banda)
Onyx é um grupo de hip hop de Queens, Nova Iorque. Originalmente foi formado em 1988 por Fredro Starr, Sonsee, e mais tarde Big DS. Após, o grupo aderiu a mais um membro, Sticky Fingaz, em 1991, primo de Starr, e que atualmente é o principal rapper do grupo. O grupo teve uma discussão com 50 Cent e principalmente no grupo G-Unit, segundo entrevista dada por Starr.

## Discografia
| Ano  | Álbum                                 | Posição nos charts | Posição nos charts | Posição nos charts |
| Ano  | Álbum                                 | US                 | US Hip-Hop         |                    |
| ---- | ------------------------------------- | ------------------ | ------------------ | ------------------ |
| 1993 | Bacdafucup                            | 17                 | 8                  |                    |
| 1995 | All We Got Iz Us                      | 22                 | 2                  |                    |
| 1998 | Shut 'Em Down                         | 10                 | 3                  |                    |
| 2002 | Bacdafucup Part II                    | 46                 | 11                 |                    |
| 2003 | Triggernometry                        | -                  | 66                 |                    |
| 2008 | Cold Case Files: Murder Investigation | -                  | -                  |                    |